# ایوان مارچوک
ایوان مارچوک (اوکراینی: Іван Степанович Марчук؛ زادهٔ ۱۲ مهٔ ۱۹۳۶) هنرمند، و نقاش اهل اتحاد جماهیر شوروی سوسیالیستی است.

## زندگی‌نامه
ایوان مارچوک در خانواده ای بافنده به دنیا آمد. پس از گذراندن دوره هفت‌ساله مدرسه، وارد دانشکده هنرهای کاربردی ایوان تروش لویو در گروه نقاشی تزئینی شد و از سال ۱۹۵۱ تا ۱۹۵۶ در آنجا تحصیل کرد. پس از خدمت در ارتش، تحصیلات خود را در گروه سرامیک ادامه داد. مؤسسه هنرهای کاربردی لویو که در سال ۱۹۶۵ فارغ‌التحصیل شد. بعداً در کیف کار کرد. از سال ۱۹۶۵ تا ۱۹۶۸ در مؤسسه مواد فوق سخت آکادمی ملی علوم اوکراین و از سال ۱۹۶۸ تا ۱۹۸۴ در کارخانه هنرهای یادبود و تزئینی کیف کار کرد. در سال ۱۹۸۹ او اتحاد جماهیر شوروی را ترک کرد و در ایالات متحده، کانادا و استرالیا زندگی کرد. پس از حملات ۱۱ سپتامبر ۲۰۰۱، مارچوک به کیف بازگشت. در سال ۱۹۹۰، اولین نمایشگاه رسمی او در کیف - در موزه دولتی هنرهای زیبای اوکراین (موزه هنر ملی اوکراین اکنون) برگزار شد. مارچوک که در اتحاد جماهیر شوروی بها داده نشده بود، در اوکراین مستقل به خوبی پذیرفته شد و در سال ۱۹۹۷ جایزه معتبر تی. شوچنکو را دریافت کرد. قرار است موزه ایوان مارچوک در کیف ساخته شود.